# Saison 11 de Star Academy
 (décembre 2024).
- Si vous ne connaissez pas le sujet, laissez ce bandeau (vous pouvez alors contacter les auteurs).
- Si vous supprimez le contenu mis en cause (vous pouvez préalablement contacter les auteurs),

argumentez précisément cette suppression dans la page de discussion
(un manque de référence n'est pas un argument ; une recherche réelle de référence doit avoir été effectuée, être formellement documentée).
 (juin 2025).
La onzième saison de Star Academy, ou Star Academy 2023, émission française de téléréalité musicale, est diffusée sur TF1 du 4 novembre 2023 au 3 février 2024. Nikos Aliagas en est l'animateur et Karima Charni, co-animatrice du télécrochet, présente la Quotidienne ainsi que le Retour au château, le prolongement de la grande soirée hebdomadaire de l'émission.
Pendant plusieurs semaines, treize candidats reçoivent une formation artistique au sein de l'Academy. Les participants sont évalués par les professeurs à travers les primes et les évaluations et sont suivis en quotidienne et en flux live par les téléspectateurs. Ils se produisent chaque samedi sur le plateau de l'émission télévisée, aux côtés d'artistes invités venus partager des duos. Chaque semaine, les trois moins bons élèves sont soumis au vote du public et l'un d'entre eux quitte définitivement l'aventure. À l'issue du programme, le vainqueur remporte 100 000 € et un contrat avec la maison de disques Sony Music afin d'enregistrer un album.
L’officialisation de cette saison est annoncée le 7 mars 2023 ainsi que l’ouverture du casting. Le 26 septembre, en exclusivité, Lola, première élève de la saison est révélée sur le plateau de Quotidien.
Cette saison a pour directeur de promotion Michael Goldman pour la deuxième année consécutive, et les artistes James Blunt et Vitaa en sont les parrains.
L'hymne de cette saison est une reprise du titre Au bout de mes rêves de Jean-Jacques Goldman.
Pierre Garnier est le gagnant de cette saison avec 56 % des voix.

## Générique
Le générique sonore reste le même que pour la saison précédente, à savoir Love Generation de Bob Sinclar, après avoir déjà été utilisé pour les saisons 5 à 7.

## L'Academy
Pour cette onzième saison de Star Academy, les candidats logent à nouveau dans le château des Vives Eaux situé à Dammarie-les-Lys en Seine-et-Marne comme ce fut le cas lors des sept premières saisons et de la précédente,.
Nouveauté cette année : une salle spéciale, appelée la « salle du public », fait son apparition, afin de permettre aux élèves de la semaine de répondre aux questions des téléspectateurs dans un principe proche des « soirées SMS » du début des années 2000. Le meilleur élève de chaque prime, désigné par la professeure d'expression scénique, a l'occasion d'y aller le lundi suivant. Les nommés de la semaine y ont également accès pour défendre leur place au château,.

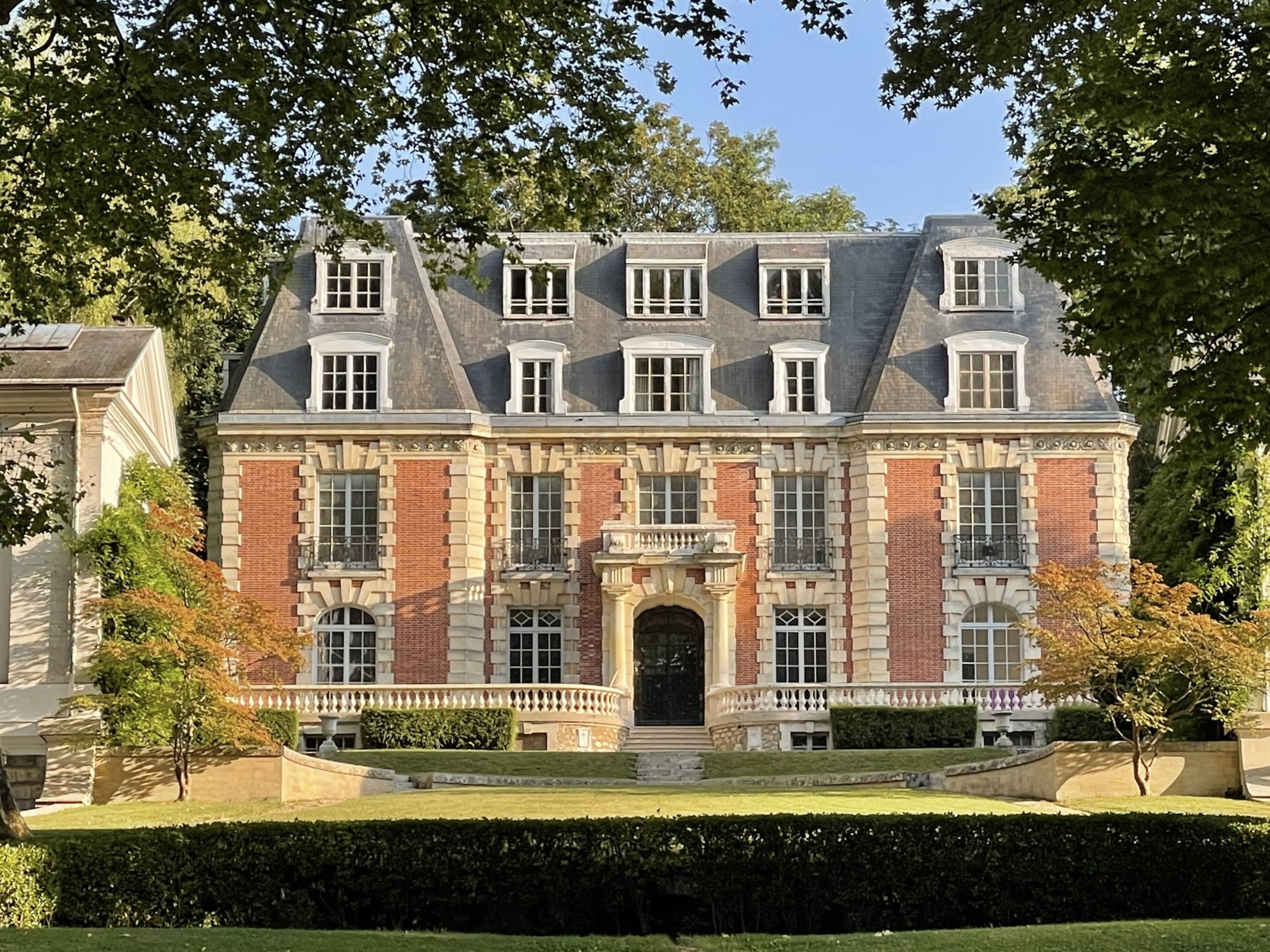
Château des Vives-Eaux.

## Candidats
Le 26 septembre 2023, Yann Barthès présente au public et aux téléspectateurs la première candidate de la saison dans son émission Quotidien, Lola,. Un mois plus tard, le 25 octobre 2023, toujours dans Quotidien, Yann Barthès, accompagné de Nikos Aliagas, Michael Goldman, Cécile Chaduteau et Malika Benjelloun présentent au public et aux téléspectateurs le deuxième candidat, Axel,.
Initialement, 16 candidats devaient faire leur entrée le 4 novembre mais le 30 octobre 2023, on apprend que seulement 13 candidats feront leur entrée pour des « raisons budgétaires »,.
Axel, Candice, Djebril, Héléna, Julien, Lénie et Pierre sont les sept élèves désignés pour participer à la tournée Star Academy – Tour 2024.

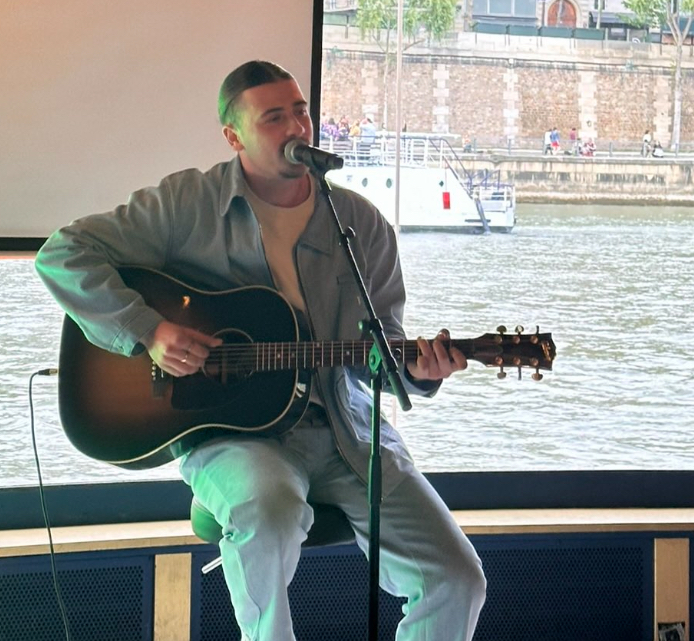
Pierre.
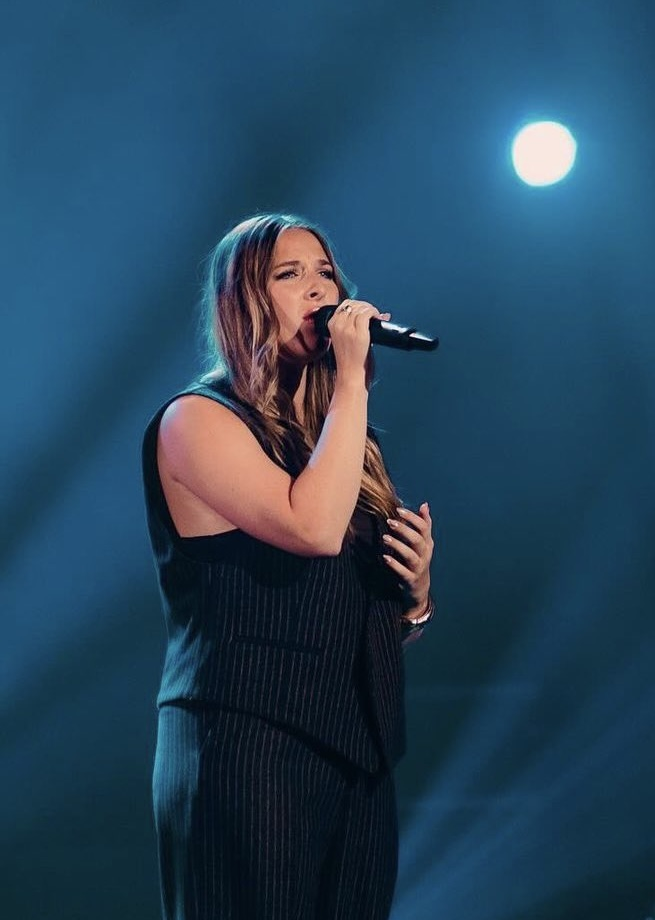
Héléna.
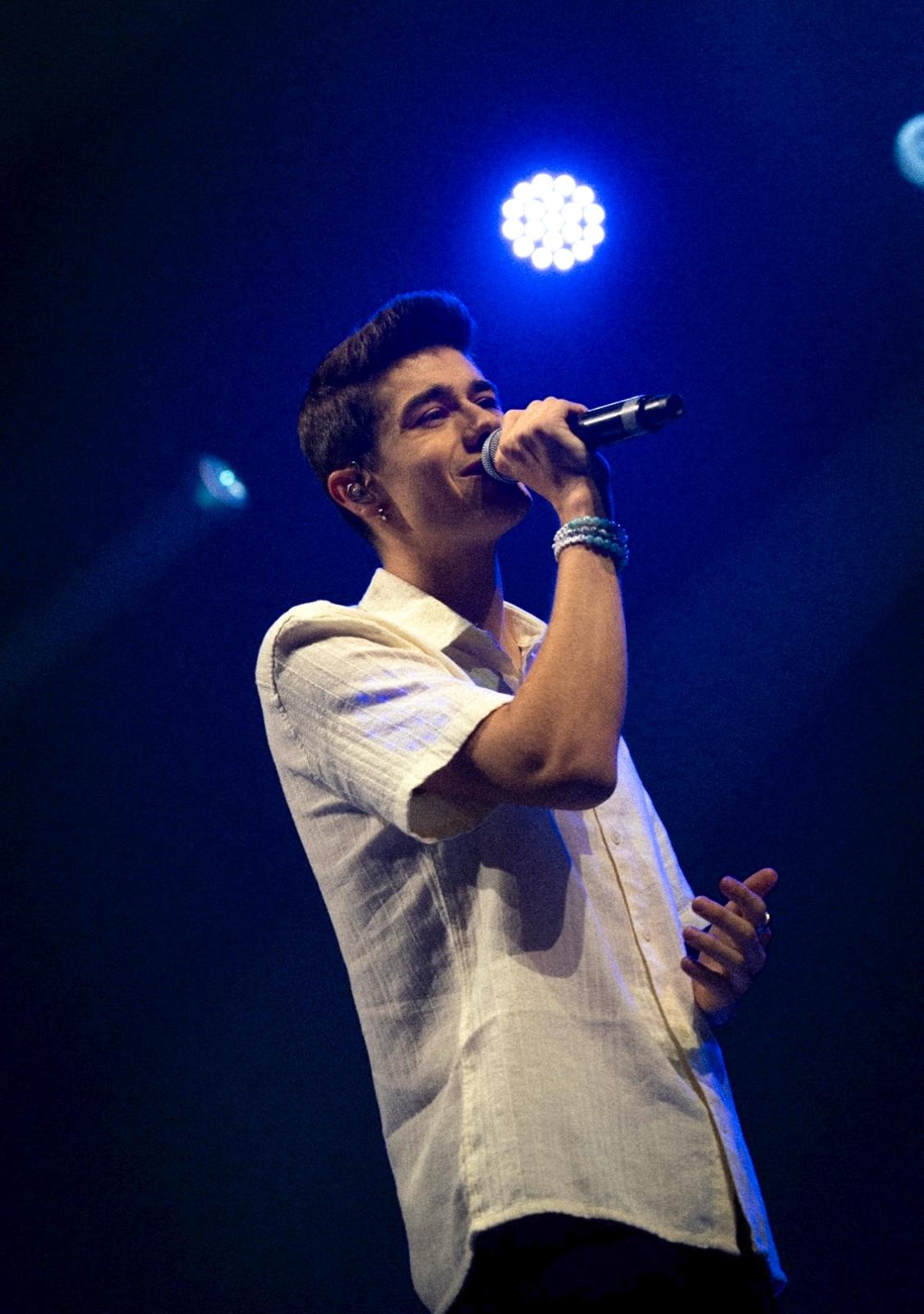
Axel.
Lénie.

| Prénom     | Nom complet        | Âge    | Ville                      | Tournée | Statut                            | Réf(s). |
| ---------- | ------------------ | ------ | -------------------------- | ------- | --------------------------------- | ------- |
| Pierre     | Pierre Garnier     | 21 ans | Villedieu-les-Poêles       | Oui     | Gagnant le 3 février 2024         | ,       |
| Julien     | Julien Liebermann  | 24 ans | Pau                        | Oui     | Finaliste le 3 février 2024       | ,       |
| Héléna     | Héléna Bailly      | 21 ans | Braine-l'Alleud (Belgique) | Oui     | Demi-finaliste le 27 janvier 2024 | ,       |
| Axel       | Axel Marbeuf       | 23 ans | Saint-Mammès               | Oui     | Demi-finaliste le 20 janvier 2024 | ,       |
| Lénie      | Lénie Vacher       | 18 ans | La Ciotat                  | Oui     | Éliminée le 13 janvier 2024       | ,       |
| Djebril    | Djebril Slatni     | 23 ans | Carros                     | Oui     | Éliminé le 6 janvier 2024         | ,       |
| Candice    | Candice Vernet     | 20 ans | Cannes                     | Oui     | Éliminée le 30 décembre 2023      | ,       |
| Clara      | Clara Chouikhi     | 22 ans | Paris                      | Non     | Éliminée le 15 décembre 2023      | ,       |
| Margot     | Margot Abate       | 25 ans | Rouen                      | Non     | Éliminée le 9 décembre 2023       | ,       |
| Victorien  | Victorien Breux    | 23 ans | Frontignan                 | Non     | Éliminé le 2 décembre 2023        | ,       |
| Marie-Maud | Marie-Maud Bourgès | 25 ans | Aix-en-Provence            | Non     | Éliminée le 25 novembre 2023      | ,       |
| Lola       | Lola Antolinos     | 21 ans | Bourgoin-Jallieu           | Non     | Éliminée le 17 novembre 2023      | ,       |
| Louis      | Louis Montémont    | 24 ans | Villers-lès-Nancy          | Non     | Éliminé le 11 novembre 2023       | ,       |

- Pierre.
- Héléna.
- Axel.
- Lénie.

## Corps professoral

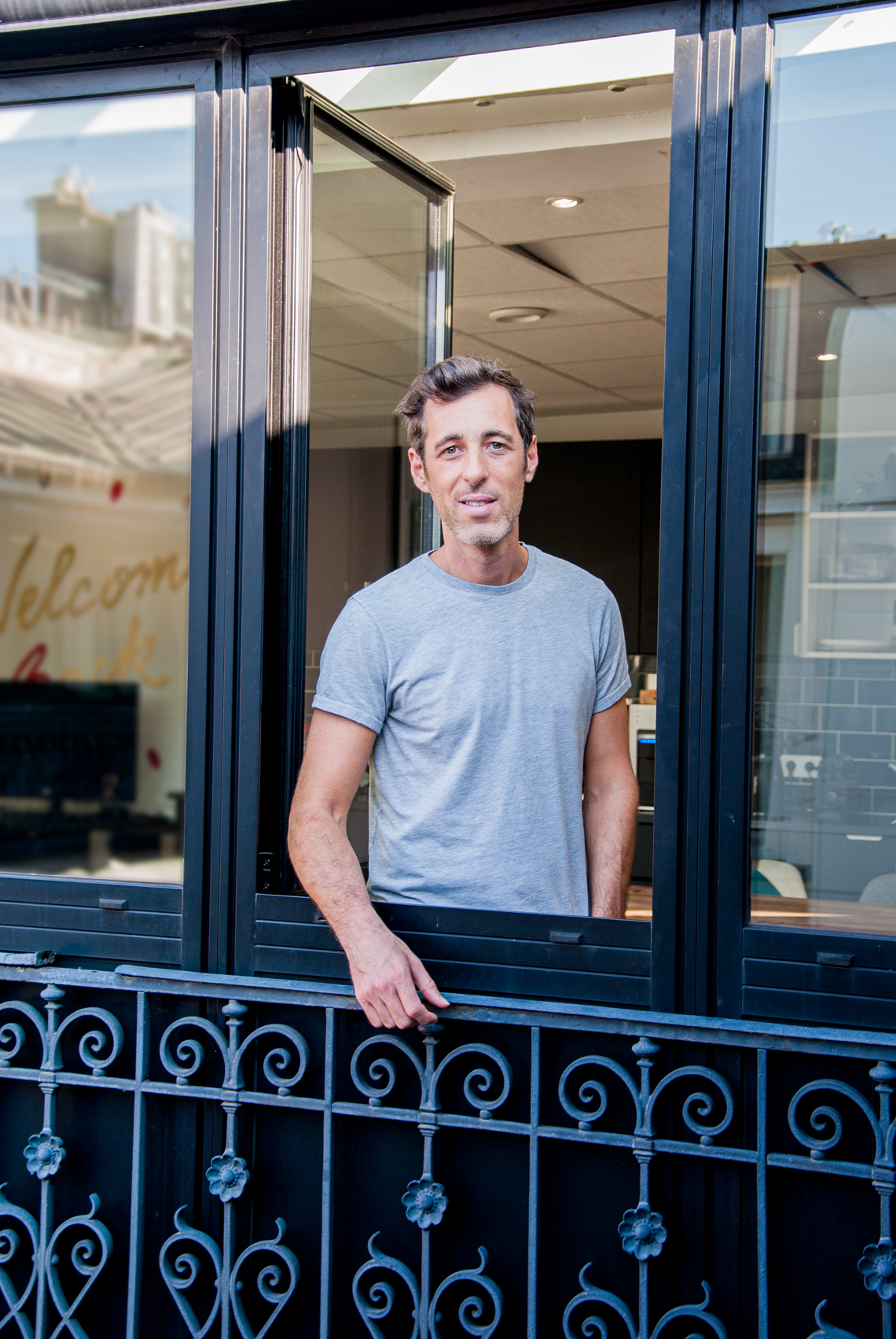
Le directeur, Michael Goldman.

Malgré des rumeurs évoquant son départ, TF1 a confirmé, lors d'une conférence de presse de rentrée le 28 juin 2023, le retour de Michael Goldman une nouvelle fois en tant que directeur de promotion pour la 11e saison,.
Le corps professoral reste le même que pour la saison précédente à deux changements près. Yanis Marshall, professeur de danse, cède sa place à la danseuse Malika Benjelloun, ancienne chorégraphe de plusieurs artistes internationaux comme Puff Daddy, Billy Crawford ou Robbie Williams et ayant également collaboré avec les chorégraphes des chanteuses Katy Perry et Madonna,. Les tableaux des primes sont assistés d'un co-chorégraphe, Angelo Recchia,. Laure Balon, professeure d'expression scénique, est quant à elle remplacée par Cécile Chaduteau, ancienne danseuse de Kamel Ouali lors des premières saisons du programme, ancienne choriste des chanteurs Johnny Hallyday et France Gall, et chorégraphe de la comédie musicale Flashdance – The Musical (2023),,.
| Fonction                         | Professeurs        |
| -------------------------------- | ------------------ |
| Directeur                        | Michael Goldman    |
| Professeur de chant              | Adeline Toniutti   |
| Professeur d'expression scénique | Cécile Chaduteau   |
| Professeur de danse              | Malika Benjelloun  |
| Professeur de théâtre            | Pierre de Brauer   |
| Coach sportif et de vie          | Joel Bouraïma (en) |
| Répétitrices                     | Lucie Bernardoni   |
| Répétitrices                     | Marlène Schaff     |

## Artistes invités
Liste des invités venus partager des duos avec les élèves, en direct sur les primes du samedi soir :
| Prime | Diffusion        | Invités | Référence |
| ----- | ---------------- | --- | --------- |
| 1     | 4 novembre 2023  | David Guetta - Anisha Jo - Enola Cox - Louis Albi - Léa Haddad (les finalistes de la Star Academy 2022)                                                           | [ 54 ]    |
| 2     | 11 novembre 2023 | Jenifer - Vitaa - Grand Corps Malade - Louane - Richard Cocciante - James Arthur                                                                                  | ,         |
| 3     | 17 novembre 2023 | Isabelle Adjani - Patrick Bruel - Mentissa - Soolking - James Blunt                                                                                               | [ 57 ]    |
| 4     | 25 novembre 2023 | Florent Pagny - Zazie - Vitaa - Kendji Girac - Vianney - Ronisia - Laura Pausini                                                                                  | ,         |
| 5     | 2 décembre 2023  | Chimène Badi - Slimane - Charlotte Cardin - Nej' - Mika | [ 61 ]    |
| 6     | 9 décembre 2023  | Véronique Sanson - Calogero - Natasha St-Pier - Marina Kaye - Loreen - Sofiane Pamart                                                                             | [ 62 ]    |
| 7     | 15 décembre 2023 | M. Pokora - Christophe Maé - Christophe Willem - Santa - Juliette Armanet - Lost Frequencies                                                                      | [ 63 ]    |
| 8     | 23 décembre 2023 | Mario Barravecchia - Houcine Camara - Emma Daumas - Aurélie Konaté - Michal Kwiatkowski - Hélène Ségara - Serge Lama - Yvan Cassar - Johnny Hallyday (en virtuel) | [ 64 ]    |
| 9     | 30 décembre 2023 | Jeanne Mas - Michael Jones - Isabelle Boulay - La Petite Culotte - Ofenbach                                                                                       | [ 65 ]    |
| 10    | 6 janvier 2024   | Anggun - Raphaël - Claudio Capéo - Camille Lellouche - Eddy de Pretto - Umberto Tozzi                                                                             | [ 66 ]    |
| 11    | 13 janvier 2024  | MC Solaar - Pierre de Maere - Eloïz - Hoshi - Bonnie Tyler | [ 67 ]    |
| 12    | 20 janvier 2024  | Didier Barbelivien - Marc Lavoine - Olivia Ruiz - Zaho de Sagazan - Zara Larsson                                                                                  | [ 68 ]    |
| 13    | 27 janvier 2024  | David Hallyday - Lara Fabian - Gims - Woodkid - Sophie Ellis-Bextor                                                                                               | [ 69 ]    |
| 14    | 3 février 2024   | Patrick Bruel - Patrick Fiori - Vitaa - Tayc - Dadju - Yseult | [ 70 ]    |

## Discographie

### Albums
Le premier album de cette promotion est en partie produit par un candidat de la septième saison du télé-crochet, Jérémy Chapron,. Il est officiellement certifié disque d’or par la SNEP le lundi 8 juillet 2024.

## Faits notables

### Changements de dernière minute pour raisons de restrictions budgétaires
Le 30 octobre 2023, soit cinq jours avant le lancement de la nouvelle saison, un jeune homme, prénommé Thomas (dont le nom a été changé pour anonymat), confie au micro de Valérie Expert et Gilles Ganzmann de la station de radio Sud Radio, être initialement prévu pour participer au casting de la nouvelle saison mais avoir été écarté en urgence du casting le lundi précédent, soit le 23 octobre 2023. Il explique tout d'abord sa sélection au casting le 21 septembre dernier puis les préparatifs du lancement de la saison : « Depuis le 21 septembre dernier, je sais que je fais officiellement partie des 16 candidats. À partir de ce moment, tout s'enchaîne. On m'envoie les contrats à signer, des équipes viennent [...] pour filmer mon portrait. Je devais monter à Paris le 30 octobre pour préparer le premier prime. Le mercredi 18 on m'annonce la chanson que je vais chanter pour le 4 novembre. [...] Le 19, on me confirme même l'horaire du taxi qui va venir me chercher en bas de chez moi le 30 octobre pour rejoindre les studios de la Plaine-Saint-Denis »,.
Puis Thomas raconte l'annonce qui lui a été faite de son éviction au casting, avec deux autres candidats, portant donc le nombre d'élèves à 13 au lieu de 16, ainsi que la réduction du nombre d'émissions passant de 13 à 11 semaines de diffusion, pour des raisons de restrictions budgétaires. À cela, TF1 aurait donné à Thomas « trois axes » pour expliquer et justifier ce revirement de dernière minute : « La défaite de l'équipe de France de rugby à la Coupe du monde parce que TF1 est diffuseur et qu'ils ont perdu beaucoup d'argent par rapport aux recettes publicitaires. Ajoutez-cela une nouvelle émission qu'ils lancent dans les prochains mois et qui leur coute beaucoup d'argent et sur laquelle ils misent beaucoup. Et enfin, le contexte politique que l'on connaît en Israël et en Palestine ». Thomas déclare également avoir touché une compensation financière à hauteur de 8 000 €.
Ces déclarations sont confirmées le 3 novembre 2023 par Jean-Louis Blot, le président d'Endemol, invité au micro d'Europe 1 : « Ils avaient signé leur contrat donc quelque part on est engagés contractuellement avec eux. On va payer ce qu’on leur doit. Nous sommes absolument désolés d’avoir dû faire cette démarche, qui n’a pas été quelque chose de facile [...] Nous nous mettons vraiment à leur place, ça a été un moment terrible pour eux ».

#### Prolongement de l'émission
Ainsi, bien que trois candidats aient été évincés pour des raisons budgétaires, TF1 se montre satisfaite des audiences et des recettes publicitaires en décembre de la même période et ajoute deux semaines d'aventure supplémentaires à son programme.

### Mise aux enchères du château
Mi-octobre 2023, le tribunal de Melun publie une annonce de vente aux enchères, avec une mise à prix à 700 000 €, du château des Vives Eaux de Dammarie-les-Lys, édifice qui accueille les élèves de l'émission depuis plusieurs saisons,. Cette action est demandée par la banque du propriétaire Jean-Michel Pontet qui reconnaît que sa société, la SCI Château des Vives-Eaux, rencontre un contentieux financier et juridique avec sa banque. Ce dernier conteste la mise aux enchères du château et assure entamer une procédure judiciaire pour y mettre fin. De son côté, Endemol affirme que cette action n'aura aucun impact sur le tournage de la nouvelle saison.

### Contradictions sur l'éviction de Yanis Marshall
Lors de la conférence de presse du 4 octobre 2023, TF1 a annoncé que le professeur de danse de la saison 10, Yanis Marshall ne participerait pas à cette saison 11, arguant un « problème de calendrier ». Pourtant, l'intéressé tient à démentir les propos de la chaîne et livre une autre version des faits, en évoquant des soucis de santé mentale à cause de la surexposition médiatique dont il faisait l'objet, ce qui aurait eu un impact sur la décision de la production.

### Clip de l'hymne
Le clip de l'hymne est initialement dévoilé sur YouTube le jeudi 23 novembre 2023, soit trois semaines après le début de la compétition comme lors de l'édition précédente, avant d'être rapidement retiré de la plateforme et des réseaux officiels du programme ; d'un format similaire à celui de l'année précédente, ledit clip se distingue néanmoins par la présence remarquée et critiquée par la presse de placements de produits,. Il est republié le lendemain, date à laquelle les élèves découvrent la vidéo le soir même.

### Peu d'heures dédiées au chant
Cette édition de la Star Academy interpelle par le faible nombre d'heures allouées aux cours de chant. En effet, Adeline Toniutti ne dispense qu'une heure de cours de chant par semaine, focalisée principalement sur la technique vocale,, ; contre « environ » cinq heures par semaine la saison dernière, ce qui était déjà considéré comme insuffisant par l'intéressée, qui se plie aux impératifs de la production. Selon Sophie Bongart de Télé 2 semaines, la professeure du programme partage son sentiment de frustration dans le direct diffusé sur MyTF1 Max où elle estime que cette promotion 2023 ne travaille pas assez le chant. Dans la foulée, Adeline Toniutti aurait ainsi demandé à la production que son volume d'heures soit augmenté, ce qui aurait été refusé.
« Je devais avoir deux heures par semaine mais comme la mécanique de l’émission est particulière, comme certains primes sont avancés, le planning est un peu plus compliqué que l’année dernière [...] On devait aussi un peu libérer les académiciens, on a plus trop le droit de les faire travailler le dimanche, de ce que j'ai compris », exprime-t-elle à TV Magazine,. Dans les années 2000, une heure et demie par jour était initialement consacrée aux cours de chant, et aux techniques de respiration et de diction proposées par Armande Altaï et six heures par semaine par plages de deux heures avec Richard Cross, en 6e année du format.
À mi-parcours, Armande Altaï est revenue faire cours auprès des sept élèves encore en lice de cette promotion tout en assistant les évaluations sur une semaine, et en a livré ses impressions au journal Le Parisien : « J'ai remarqué que l'ambiance était très gentille, adorable même. Avec Kamel Ouali et Oscar Sisto, nous étions plus abrupts et rugueux. Mais cela fait deux mois qu'ils sont au château, et ils sont en retard techniquement parlant. Il faut qu'ils se donnent, qu'ils oublient leurs chagrins et leurs bobos ».

### Toxicité des réseaux sociaux
Après plusieurs années d'absence du petit écran, le mot d'ordre de la Star Academy nouvelle génération est la bienveillance, facteur important du succès de la dixième saison qui se traduit par l'absence de conflit ou de dispute, à l'inverse d'autres téléréalités telles que Les Anges ou Les Marseillais,,.
Cette « 2e Star Ac' 2.0 » ne déroge pas à la règle, avec des candidats plutôt bienveillants entre eux, une aventure à suivre qui, pour certains, frise la mièvrerie avec des professeurs moins cassants,, et un live ponctué de coupures de son et d'images pour protéger les élèves,,. L'engouement autour de l'émission s'illustre sur les réseaux sociaux par une forte activité sur TikTok, Instagram, Twitter et Facebook — et mène à la constitution de « team » de soutien en faveur des différents candidats, entraînant des échanges parfois virulents entre elles,.
Cette saison, la situation prend encore une tout autre ampleur ; plusieurs familles d'élèves subissent un phénomène de cyberharcèlements dès les premiers jours de l'émission, et ont alerté sur la présence de campagnes haineuses,,. Un fait inédit, précise Le Monde. En effet, un élève peut être la cible de certains fans de l'émission de TF1 pendant plusieurs jours et être ainsi victime d'un lynchage, en particulier dans l'écosystème du réseau social Twitter et sur certains groupes Facebook,. Diverses personnalités réagissent alors pour dénoncer ces recrudescences de commentaires négatifs,. À partir du septième prime, les professeurs et les répétitrices ont dû prendre la parole à plusieurs reprises, sur leurs réseaux respectifs, pour exiger le respect des élèves ou du vote du public,,.
Un mouvement de soutien par le dénigrement déjà constaté l'année dernière et qui avait donné lieu à quelques dérapages condamnés par les intéressés à leur sortie et cette année encore, les jeunes candidats font part de leur consternation et condamnent aussi bien les « teams » les plus fanatiques que les détracteurs,,. Contactée par BFM TV, la société de production responsable du programme n'a pas donné suite aux sollicitations ; certains fans et parents pointent du doigt l'inaction de TF1 et d'Endemol.

### Rumeur sur la présence de Taylor Swift au prime 10
Tout le long de la dixième semaine d'émission, les médias affirment que la chanteuse Taylor Swift sera présente lors du prime du 6 janvier 2024 et qu'une agence photo est mandatée pour l'occasion. Sans démentir, TF1 en profite pour brouiller les pistes et jouer sur cette rumeur en plaçant les titres de l'artiste américaine en fond de chaque vidéo et de chaque bande-annonce de l'émission tout au long de la semaine. La presse comme Le Parisien ironise gentiment et tourne l'information en dérision. Le chanteur Eddy de Pretto, qui est invité le même samedi, joue lui aussi de cette rumeur à travers son compte officiel TikTok. De ce fait, l'hypothèse d'une apparition de Taylor Swift dans la Star Academy de France alimente une sympathique guerre entre les fans de la version française et de Operación Triunfo, la version espagnole de l'émission, à laquelle les comptes officiels prennent part via leurs réseaux. Comme le journal Belge Le Soir l'évoque, cette intox a potentiellement permis à cette saison de réaliser son meilleure score en prime depuis son lancement.

### Détail polémiquea posterioride la finale
Le samedi 3 février 2024, une polémique éclate après la présence d'une gazette controversée d'extrême droite, Rivarol, en accessoire de plusieurs figurants lors d'un tableau mettant en scène différents journaux papier, dans une chorégraphie accompagnant la prestation de Patrick Fiori et Julien. En raison du passé juridique de l'hebdomadaire, il n'est pas distribué dans tous les kiosques, ce qui implique généralement une démarche pour se le procurer.
La société Endemol, productrice de l'émission, présente son incompréhension et des excuses « aux téléspectateurs, aux artistes, aux élèves [...] Nous regrettons et condamnons fermement qu'un journal de propagande, en totale opposition avec les valeurs de la Star Academy, soit apparu dans un tableau hier soir lors de la finale. Nous sommes en train d'enquêter pour comprendre comment celui-ci a été mis au cours de l'émission. Les sanctions nécessaires seront prises en conséquence ».

## TournéeStar Academy - Tour 2024

Les académiciens lors du concert du 26 mai 2024 à Nantes.

Abandonnée lors des trois précédentes saisons, la tournée Star Academy fait son retour cette année, intitulée Star Academy - Tour 2024, à laquelle participent sept élèves de la promotion 2023, désignés lors du prime du 15 décembre 2023, à savoir Axel, Candice, Djebril, Héléna, Julien, Lénie et Pierre,. La billetterie ouvre le 3 novembre 2023. Le 4 février 2024 sur TF1, la participation d'Anisha Jo, lauréate de la promotion 2022, en premières parties de la tournée est officialisée ainsi que, par la suite, celle du finaliste Louis Albi. Pas moins de 75 dates de concerts sont prévues par le tourneur Arachnée Productions, en France, en Belgique et en Suisse.
Une captation du concert de Bercy a été réalisée le 8 juin 2024 à 21 h 10 sur TF1.

## Audiences

### Diffusion
Comme depuis sa création en 2001 (sauf en 2012), l'émission est présentée par Nikos Aliagas qui est à nouveau aux commandes de cette saison. L'émission initialement prévue pour durer treize semaines, ne durera finalement que onze semaines, soit cinq semaines de plus que la saison 10 diffusée en 2022,,,. Finalement, suite aux très bons chiffres d'audience, TF1 décide de prolonger cette saison jusqu'au 3 février 2024. La saison 11 aura donc duré treize semaines, comme prévu initialement.

#### Quotidiennes etprimessur TF1
- Le lancement de Star Academy 2023 a eu lieu le samedi 4 novembre 2023 à 21 h 10.
- La quotidienne est diffusée du lundi au vendredi (en direct, de 17 h 25 à 18 h 30), le samedi (de 17 h 15 à 18 h) et le dimanche (de 16 h 15 à 17 h 20).
- Le prime-time a lieu chaque samedi, de 21 h 10 à 23 h 45 environ. Il est suivi du retour au château.

#### Live- en direct de l'Academy
- Le site officiel de Star Academy, sur TF1.fr, propose de suivre les élèves au quotidien pour les abonnés au service payant MYTF1 MAX, devenu en 2024 TF1+ Premium.

### Primes
| Épisode | Jour de diffusion         | Jour de diffusion | Audience moyenne          | Audience moyenne | Audience moyenne | Classement des audiences | Réf(s).          |
| Épisode | Jour                      | Horaire           | Nombre de téléspectateurs | Part de marché   | Part de marché   | Classement des audiences | Réf(s).          |
| Épisode | Jour                      | Horaire           | Nombre de téléspectateurs | (4 ans et plus)  | (FRDA-50)        | Classement des audiences | Réf(s).          |
| ------- | ------------------------- | ----------------- | ------------------------- | ---------------- | ---------------- | ------------------------ | ---------------- |
| 1       | Samedi 4 novembre 2023    | 21:12 - 22:22     | 3 760 000                 | 18,7 %           | 31,1 %           | 2e                       | [ Audiences 1 ]  |
| 1       | Samedi 4 novembre 2023    | 22:27 - 23:20     | 3 100 000                 | 20 %             | 33,9 %           | 2e                       | [ Audiences 1 ]  |
| 2       | Samedi 11 novembre 2023   | 21:12 - 22:32     | 3 230 000                 | 16,6 %           | 32,6 %           | 3e                       | [ Audiences 2 ]  |
| 2       | Samedi 11 novembre 2023   | 22:37 - 23:47     | 2 560 000                 | 18,9 %           | 34 %             | 2e                       | [ Audiences 2 ]  |
| 3       | Vendredi 17 novembre 2023 | 21:14 - 22:38     | 3 060 000                 | 15,8 %           | 26,2 %           | 2e                       | [ Audiences 3 ]  |
| 3       | Vendredi 17 novembre 2023 | 22:45 - 23:51     | 2 720 000                 | 23,3 %           | 33 %             | 2e                       | [ Audiences 3 ]  |
| 4       | Samedi 25 novembre 2023   | 21:13 - 22:36     | 3 060 000                 | 15,5 %           | 27,5 %           | 3e                       | [ Audiences 4 ]  |
| 4       | Samedi 25 novembre 2023   | 22:44 - 23:59     | 2 580 000                 | 19,9 %           | 32,3 %           | 3e                       | [ Audiences 4 ]  |
| 5       | Samedi 2 décembre 2023    | 21:12 - 22:34     | 3 140 000                 | 16,1 %           | 29,4 %           | 3e                       | [ Audiences 5 ]  |
| 5       | Samedi 2 décembre 2023    | 22:42 - 23:53     | 2 720 000                 | 20,6 %           | 34,6 %           | 3e                       | [ Audiences 5 ]  |
| 6       | Samedi 9 décembre 2023    | 21:11 - 22:22     | 3 290 000                 | 17,3 %           | 33 %             | 2e                       | [ Audiences 6 ]  |
| 6       | Samedi 9 décembre 2023    | 22:30 - 23:56     | 2 830 000                 | 21,2 %           | 37,7 %           | 2e                       | [ Audiences 6 ]  |
| 7       | Vendredi 15 décembre 2023 | 21:13 - 22:30     | 3 200 000                 | 16,3 %           | 27,6 %           | 2e                       | [ Audiences 7 ]  |
| 7       | Vendredi 15 décembre 2023 | 22:38 - 23:59     | 2 800 000                 | 23,7 %           | 35,6 %           | 2e                       | [ Audiences 7 ]  |
| 8       | Samedi 23 décembre 2023   | 21:11 - 22:37     | 3 370 000                 | 17,4 %           | 30,7 %           | 2e                       | [ Audiences 8 ]  |
| 8       | Samedi 23 décembre 2023   | 22:45 - 00:08     | 2 650 000                 | 22,1 %           | 34,1 %           | 3e                       | [ Audiences 8 ]  |
| 9       | Samedi 30 décembre 2023   | 21:12 - 22:28     | 3 460 000                 | 16,9 %           | 31,4 %           | 2e                       | [ Audiences 9 ]  |
| 9       | Samedi 30 décembre 2023   | 22:33 - 23:28     | 3 120 000                 | 19,9 %           |                  | 3e                       | [ Audiences 9 ]  |
| 10      | Samedi 6 janvier 2024     | 21:14 - 22:29     | 3 520 000                 | 17,1 %           | 31,8 %           | 2e                       | [ Audiences 10 ] |
| 10      | Samedi 6 janvier 2024     | 22:35 - 23:47     | 3 310 000                 | 21,2 %           | 35,2 %           | 2e                       | [ Audiences 10 ] |
| 11      | Samedi 13 janvier 2024    | 21:14 - 22:33     | 3 320 000                 | 16,5 %           | 28,4 %           | 2e                       | [ Audiences 11 ] |
| 11      | Samedi 13 janvier 2024    | 22:42 - 23:58     | 3 260 000                 | 23,6 %           | 35,9 %           | 2e                       | [ Audiences 11 ] |
| 12      | Samedi 20 janvier 2024    | 21:12 - 22:40     | 3 060 000                 | 16,2 %           | 30,2 %           | 2e                       | [ Audiences 12 ] |
| 12      | Samedi 20 janvier 2024    | 22:48 - 23:58     | 2 910 000                 | 22,2 %           | 35,9 %           | 3e                       | [ Audiences 12 ] |
| 13      | Samedi 27 janvier 2024    | 21:13 - 22:26     | 3 820 000                 | 19,7 %           | 38 %             | 2e                       | [ Audiences 13 ] |
| 13      | Samedi 27 janvier 2024    | 22:34 - 00:01     | 3 460 000                 | 27 %             | 38 %             | 1er                      | [ Audiences 13 ] |
| 14      | Samedi 3 février 2024     | 21:14 - 22:28     | 4 270 000                 | 21,6 %           | 41,4 %           | 1er                      | [ Audiences 14 ] |
| 14      | Samedi 3 février 2024     | 22:35 - 00:17     | 3 980 000                 | 30,9 %           | 45,8 %           | 1er                      | [ Audiences 14 ] |

### Retour au château
| Épisode                | Jour de diffusion         | Jour de diffusion | Audience moyenne          | Audience moyenne               | Réf(s).          |
| Épisode                | Jour                      | Horaire           | Nombre de téléspectateurs | Part de marché (4 ans et plus) | Réf(s).          |
| ---------------------- | ------------------------- | ----------------- | ------------------------- | ------------------------------ | ---------------- |
| 1                      | Samedi 4 novembre 2023    | 23:28 - 00:25     | 1 450 000                 | 17,1 %                         | [ Audiences 15 ] |
| 2                      | Samedi 11 novembre 2023   | 23:55 - 00:45     | 905 000                   | 14,3 %                         | [ Audiences 16 ] |
| 3                      | Vendredi 17 novembre 2023 | 23:58 - 00:47     | 929 000                   |                                |                  |
| 4                      | Samedi 25 novembre 2023   | 00:08 - 00:59     | 839 000                   | 13,9 %                         | [ Audiences 17 ] |
| 5                      | Samedi 2 décembre 2023    | 00:01 - 01:02     | 955 000                   | 16,1 %                         | [ Audiences 18 ] |
| 6                      | Samedi 9 décembre 2023    | 00:04 - 01:05     | 932 000                   | 16,7 %                         | [ Audiences 19 ] |
| 7                      | Vendredi 15 décembre 2023 | 00:05 - 01:14     | 900 000                   |                                |                  |
| 8                      | Samedi 23 décembre 2023   | 00:15 - 01:23     | 845 000                   | 17,2 %                         | [ Audiences 20 ] |
| 9                      | Samedi 30 décembre 2023   | 23:36 - 00:43     | 1 170 000                 | 15,5 %                         | [ Audiences 21 ] |
| 10                     | Samedi 6 janvier 2024     | 23:55 - 00:54     | 1 170 000                 | 16,3 %                         | [ Audiences 22 ] |
| 11                     | Samedi 13 janvier 2024    | 00:06 - 01:11     | 1 450 000                 | 21,9 %                         | [ Audiences 23 ] |
| 12                     | Samedi 20 janvier 2024    | 00:07 - 01:12     | 984 000                   | 16,7 %                         | [ Audiences 24 ] |
| 13                     | Samedi 27 janvier 2024    | 00:09 - 01:08     | 1 240 000                 | 21,9 %                         | [ Audiences 25 ] |
| Star Academy : l'After |                           |                   |                           |                                |                  |
| 14                     | Samedi 3 février 2024     | 00:25 - 01:33     | 1 080 000                 | 20,3 %                         | [ Audiences 26 ] |

### Quotidiennes
| Épisode | Diffusion                  | Diffusion     | Audience moyenne          | Audience moyenne | Audience moyenne | Réf(s).          |
| Épisode | Jour                       | Horaire       | Nombre de téléspectateurs | Part de marché   | Part de marché   | Réf(s).          |
| Épisode | Jour                       | Horaire       | Nombre de téléspectateurs | (4 ans et plus)  | (FRDA-50)        | Réf(s).          |
| ------- | -------------------------- | ------------- | ------------------------- | ---------------- | ---------------- | ---------------- |
| 1       | Lundi 6 novembre 2023      | 17:26 - 18:36 | 1 580 000                 | 15,1 %           | 36,3 %           | [ Audiences 27 ] |
| 2       | Mardi 7 novembre 2023      | 17:25 - 18:36 | 1 390 000                 | 14 %             | 32,8 %           | [ Audiences 28 ] |
| 3       | Mercredi 8 novembre 2023   | 17:20 - 18:35 | 1 660 000                 | 16,1 %           | 34,1 %           | [ Audiences 29 ] |
| 4       | Jeudi 9 novembre 2023      | 17:24 - 18:36 | 1 550 000                 | 15,1 %           | 37,7 %           | [ Audiences 30 ] |
| 5       | Vendredi 10 novembre 2023  | 17:24 - 18:35 | 1 390 000                 | 13,6 %           | 38,8 %           |                  |
| 6       | Samedi 11 novembre 2023    | 17:18 - 18:02 | 1 210 000                 | 11,8 %           | 23 %             |                  |
| 7       | Dimanche 12 novembre 2023  | 16:06 - 17:10 | 1 210 000                 | 10,7 %           | 16,3 %           | [ Audiences 31 ] |
| 8       | Lundi 13 novembre 2023     | 17:25 - 18:34 | 1 550 000                 | 14,5 %           | 30,1 %           | [ Audiences 32 ] |
| 9       | Mardi 14 novembre 2023     | 17:25 - 18:36 | 1 650 000                 | 16 %             | 36,7 %           | [ Audiences 33 ] |
| 10      | Mercredi 15 novembre 2023  | 17:21 - 18:34 | 1 400 000                 | 13,8 %           | 34,3 %           | [ Audiences 34 ] |
| 11      | Jeudi 16 novembre 2023     | 17:24 - 18:34 | 1 350 000                 | 13,5 %           | 32 %             | [ Audiences 35 ] |
| 12      | Vendredi 17 novembre 2023  | 17:25 - 18:35 | 1 330 000                 | 13,1 %           | 35 %             | [ Audiences 36 ] |
| 13      | Samedi 18 novembre 2023    | 17:15 - 18:02 | 1 110 000                 | 11,2 %           | 24 %             | [ Audiences 37 ] |
| 14      | Dimanche 19 novembre 2023  | 16:06 - 17:11 | 1 370 000                 | 13,5 %           | 25 %             | [ Audiences 38 ] |
| 15      | Lundi 20 novembre 2023     | 17:27 - 18:36 | 1 540 000                 | 14,4 %           | 39,8 %           | [ Audiences 39 ] |
| 16      | Mardi 21 novembre 2023     | 17:24 - 18:35 | 1 340 000                 | 13,1 %           | 31,1 %           | [ Audiences 40 ] |
| 17      | Mercredi 22 novembre 2023  | 17:28 - 18:37 | 1 720 000                 | 16,1 %           | 35 %             | [ Audiences 41 ] |
| 18      | Jeudi 23 novembre 2023     | 17:21 - 18:35 | 1 420 000                 | 14,5 %           | 39 %             | [ Audiences 42 ] |
| 19      | Vendredi 24 novembre 2023  | 17:26 - 18:35 | 1 430 000                 | 13,9 %           | 34 %             |                  |
| 20      | Samedi 25 novembre 2023    | 17:15 - 18:00 | 998 000                   | 10,1 %           | 21,3 %           | [ Audiences 17 ] |
| 21      | Dimanche 26 novembre 2023  | 16:07 - 17:09 | 1 350 000                 | 13,2 %           | 18,1 %           | [ Audiences 43 ] |
| 22      | Lundi 27 novembre 2023     | 17:27 - 18:37 | 1 740 000                 | 15,8 %           | 40,6 %           | [ Audiences 44 ] |
| 23      | Mardi 28 novembre 2023     | 17:25 - 18:37 | 1 480 000                 | 14,2 %           | 30,8 %           | [ Audiences 45 ] |
| 24      | Mercredi 29 novembre 2023  | 17:28 - 18:37 | 1 730 000                 | 15,6 %           | 38 %             | [ Audiences 46 ] |
| 25      | Jeudi 30 novembre 2023     | 17:22 - 18:37 | 1 530 000                 | 15,1 %           | 36,5 %           | [ Audiences 47 ] |
| 26      | Vendredi 1er décembre 2023 | 17:38 - 18:36 | 1 510 000                 | 13,9 %           | 32 %             |                  |
| 27      | Samedi 2 décembre 2023     | 17:22 - 18:05 | 1 380 000                 | 13,2 %           | 23,7 %           | [ Audiences 18 ] |
| 28      | Dimanche 3 décembre 2023   | 16:02 - 17:07 | 1 230 000                 | 11,8 %           |                  | [ Audiences 48 ] |
| 29      | Lundi 4 décembre 2023      | 17:29 - 18:38 | 1 670 000                 | 15 %             | 33 %             | [ Audiences 49 ] |
| 30      | Mardi 5 décembre 2023      | 17:23 - 18:35 | 1 560 000                 | 15 %             | 37,8 %           | [ Audiences 50 ] |
| 31      | Mercredi 6 décembre 2023   | 17:27 - 18:36 | 1 590 000                 | 15 %             | 33 %             |                  |
| 32      | Jeudi 7 décembre 2023      | 17:25 - 18:35 | 1 710 000                 | 16,5 %           | 36 %             |                  |
| 33      | Vendredi 8 décembre 2023   | 17:25 - 18:35 | 1 450 000                 | 14,1 %           | 33 %             |                  |
| 34      | Samedi 9 décembre 2023     | 17:12 - 17:56 | 1 240 000                 | 12,3 %           | 22 %             | [ Audiences 19 ] |
| 35      | Dimanche 10 décembre 2023  | 16:04 - 17:10 | 1 360 000                 | 14 %             |                  | [ Audiences 51 ] |
| 36      | Lundi 11 décembre 2023     | 17:28 - 18:38 | 1 630 000                 | 15,1 %           | 35 %             | [ Audiences 52 ] |
| 37      | Mardi 12 décembre 2023     | 17:23 - 18:35 | 1 560 000                 | 15,2 %           | 34 %             | [ Audiences 53 ] |
| 38      | Mercredi 13 décembre 2023  | 17:28 - 18:38 | 1 600 000                 | 14,9 %           | 33 %             | [ Audiences 54 ] |
| 39      | Jeudi 14 décembre 2023     | 17:27 - 18:36 | 1 530 000                 | 15,4 %           | 33 %             | [ Audiences 55 ] |
| 40      | Vendredi 15 décembre 2023  | 17:33 - 18:43 | 1 450 000                 | 13,9 %           | 30 %             |                  |
| 41      | Samedi 16 décembre 2023    | 17:17 - 17:59 | 1 520 000                 | 14,6 %           | 31 %             | [ Audiences 56 ] |
| 42      | Dimanche 17 décembre 2023  | 16:05 - 17:14 | 1 480 000                 | 14,5 %           | 23 %             | [ Audiences 57 ] |
| 43      | Lundi 18 décembre 2023     | 17:28 - 18:38 | 1 620 000                 | 15,6 %           | 38 %             | [ Audiences 58 ] |
| 44      | Mardi 19 décembre 2023     | 17:24 - 18:36 | 1 500 000                 | 14,3 %           | 36,9 %           | [ Audiences 59 ] |
| 45      | Mercredi 20 décembre 2023  | 17:30 - 18:39 | 1 780 000                 | 16,2 %           | 38,2 %           | [ Audiences 60 ] |
| 46      | Jeudi 21 décembre 2023     | 17:28 - 18:38 | 1 690 000                 | 16,6 %           | 42 %             |                  |
| 47      | Vendredi 22 décembre 2023  | 17:29 - 18:37 | 1 550 000                 | 14,6 %           | 28 %             |                  |
| 48      | Samedi 23 décembre 2023    | 17:17 - 18:00 | 1 450 000                 | 14 %             | 21 %             | [ Audiences 20 ] |
| 49      | Dimanche 24 décembre 2023  | 16:05 - 17:12 | 1 230 000                 | 12,9 %           |                  | [ Audiences 61 ] |
| 50      | Lundi 25 décembre 2023     | 17:34 - 18:43 | 1 460 000                 | 13,4 %           | 23,5 %           | [ Audiences 62 ] |
| 51      | Mardi 26 décembre 2023     | 17:30 - 18:39 | 1 770 000                 | 15,4 %           | 30 %             |                  |
| 52      | Mercredi 27 décembre 2023  | 17:43 - 18:48 | 1 910 000                 | 15,1 %           | 30 %             |                  |
| 53      | Jeudi 28 décembre 2023     | 17:42 - 18:45 | 1 870 000                 | 15,3 %           | 30 %             |                  |
| 54      | Vendredi 29 décembre 2023  | 17:42 - 18:43 | 1 900 000                 |                  | 26 %             |                  |
| 55      | Samedi 30 décembre 2023    | 17:15 - 17:57 | 1 320 000                 | 12,8 %           |                  | [ Audiences 21 ] |
| 56      | Dimanche 31 décembre 2023  | 16:13 - 17:14 | 1 500 000                 | 12,8 %           |                  | [ Audiences 63 ] |
| 57      | Lundi 1er janvier 2024     | 17:36 - 18:42 | 2 010 000                 | 15,2 %           | 28,3 %           | [ Audiences 64 ] |
| 58      | Mardi 2 janvier 2024       | 17:24 - 18:35 | 1 830 000                 | 15,4 %           | 35 %             | [ Audiences 65 ] |
| 59      | Mercredi 3 janvier 2024    | 17:36 - 18:44 | 2 060 000                 | 17,3 %           | 34 %             | [ Audiences 66 ] |
| 60      | Jeudi 4 janvier 2024       | 17:37 - 18:41 | 1 820 000                 | 15,3 %           | 34 %             |                  |
| 61      | Vendredi 5 janvier 2024    | 17:33 - 18:44 | 1 650 000                 | 14,8 %           | 31 %             |                  |
| 62      | Samedi 6 janvier 2024      | 17:09 - 17:51 | 1 500 000                 | 14,4 %           | 25 %             | [ Audiences 22 ] |
| 63      | Dimanche 7 janvier 2024    | 16:02 - 17:06 | 1 430 000                 | 11,9 %           |                  | [ Audiences 67 ] |
| 64      | Lundi 8 janvier 2024       | 17:30 - 18:39 | 1 600 000                 | 14,2 %           | 32 %             |                  |
| 65      | Mardi 9 janvier 2024       | 17:31 - 18:41 | 1 650 000                 | 15 %             | 35 %             |                  |
| 66      | Mercredi 10 janvier 2024   | 17:29 - 18:36 | 1 780 000                 | 15,9 %           | 34 %             | [ Audiences 68 ] |
| 67      | Jeudi 11 janvier 2024      | 17:31 - 18:41 | 1 900 000                 |                  | 30 %             | [ Audiences 69 ] |
| 68      | Vendredi 12 janvier 2024   | 17:29 - 18:38 | 1 650 000                 | 14,9 %           | 31 %             |                  |
| 69      | Samedi 13 janvier 2024     | 17:17 - 17:59 | 1 420 000                 | 11,9 %           | 27 %             | [ Audiences 23 ] |
| 70      | Dimanche 14 janvier 2024   | 16:09 - 17:10 | 1 470 000                 | 13,2 %           | 21 %             | [ Audiences 70 ] |
| 71      | Lundi 15 janvier 2024      | 17:23 - 18:33 | 1 640 000                 | 15,5 %           | 35 %             |                  |
| 72      | Mardi 16 janvier 2024      | 17:26 - 18:35 | 1 520 000                 | 14,2 %           | 38 %             |                  |
| 73      | Mercredi 17 janvier 2024   | 17:25 - 18:34 | 1 620 000                 | 14,4 %           | 33 %             |                  |
| 74      | Jeudi 18 janvier 2024      | 17:24 - 18:34 | 1 570 000                 | 14,7 %           | 31 %             |                  |
| 75      | Vendredi 19 janvier 2024   | 17:25 - 18:35 | 1 430 000                 | 13,2 %           | 28 %             |                  |
| 76      | Samedi 20 janvier 2024     | 17:17 - 17:59 | 1 250 000                 | 12,3 %           | 20 %             | [ Audiences 24 ] |
| 77      | Dimanche 21 janvier 2024   | 16:08 - 17:10 | 1 380 000                 | 12,5 %           |                  | [ Audiences 71 ] |
| 78      | Lundi 22 janvier 2024      | 17:22 - 18:33 | 1 730 000                 | 16,1 %           | 36 %             |                  |
| 79      | Mardi 23 janvier 2024      | 17:22 - 18:33 | 1 550 000                 | 15,4 %           | 31 %             |                  |
| 80      | Mercredi 24 janvier 2024   | 17:23 - 18:34 | 1 400 000                 |                  | 25 %             | [ Audiences 72 ] |
| 81      | Jeudi 25 janvier 2024      | 17:22 - 18:33 | 1 600 000                 |                  | 31 %             | [ Audiences 73 ] |
| 82      | Vendredi 26 janvier 2024   | 17:23 - 18:33 | 1 230 000                 | 11 %             | 22,9 %           | [ Audiences 74 ] |
| 83      | Samedi 27 janvier 2024     | 17:18 - 18:01 | 1 260 000                 | 12,9 %           | 22 %             | [ Audiences 25 ] |
| 84      | Dimanche 28 janvier 2024   | 16:11 - 17:21 | 1 480 000                 | 14,4 %           | 23 %             | [ Audiences 75 ] |
| 85      | Lundi 29 janvier 2024      | 17:22 - 18:31 | 1 550 000                 | 15,2 %           | 33 %             |                  |
| 86      | Mardi 30 janvier 2024      | 17:26 - 18:36 | 1 540 000                 | 14,5 %           | 29 %             | [ Audiences 76 ] |
| 87      | Mercredi 31 janvier 2024   | 17:22 - 18:32 | 1 430 000                 | 14,3 %           | 31 %             |                  |
| 88      | Jeudi 1er février 2024     | 17:21 - 18:32 | 1 730 000                 | 16 %             | 35 %             |                  |
| 89      | Vendredi 2 février 2024    | 17:23 - 18:33 | 1 430 000                 | 14,3 %           | 33 %             |                  |
| 90      | Samedi 3 février 2024      | 17:16 - 17:59 | 1 260 000                 | 12,9 %           |                  | [ Audiences 26 ] |